# Eficiencia del material

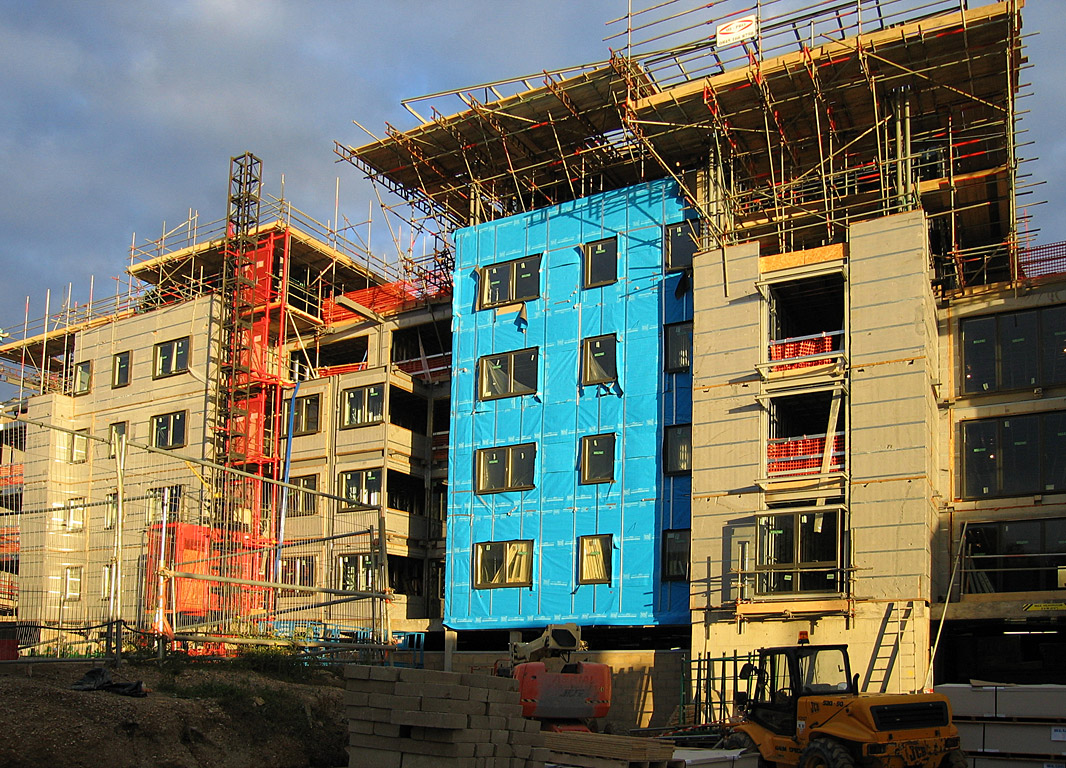
La construcción de edificios puede ser un esfuerzo materialmente consuntivo.

La eficiencia del material de los proyectos de construcción o de los procesos físicos es una descripción o métrica la cual expresa el grado en que las materias primas se consumen, se incorporan, o se desperdician, en comparación con medidas anteriores. Hacer un artículo utilizable de un material más delgado que una versión anterior aumenta la eficiencia del material y del proceso de su fabricación. La eficiencia del material va de la mano con la Bioconstrucción y la eficiencia energética, así como cualquiera otra de las maneras de incorporar el recurso Renovable en el proceso de construcción de principio a fin.
La eficiencia del material también puede significar el grado en el que un material puede manejar una carga, esfuerzo o peso particular sobre él. La eficiencia del material se puede lograr mediante el uso de materiales reciclados, materiales que utilizan energía renovable y otras formas similares. Por ejemplo, el uso de acero reciclado en lugar de acero nuevo "reduce la energía producida en la fabricación del acero en un 75 por ciento y ahorra espacio en vertederos". La eficiencia de los materiales "implica la búsqueda de estrategias técnicas, modelos de negocios, preferencias de los consumidores e instrumentos de política que conducirían a una reducción sustancial de la producción de materiales voluminosos de alto impacto necesarios para proporcionar bienestar humano. La demanda de extracción y procesamiento de materiales es probable que se duplique en los próximos 40 años. El procesamiento requerido será crítico."

## Eficiencia de materiales en el proceso de construcción
El uso de materiales que son más "eficientes" en el proceso de construcción hoy en día, puede ser menos costoso y energitacamente es más eficiente, que usar nuevos materiales de construcción. Un ejemplo de esto, sería el uso de acero reciclado para los edificios en lugar de utilizar marcos de madera. El uso de acero reciclado ahorraría el espacio en los rellenos sanitarios que de igual manera el acero hubiese utilizado, ahorra el 75% de la energía necesaria para producir acero en el proceso de producción y evita que los árboles se corten. El acero reciclado se puede fabricar en las dimensiones exactas necesarias para la construcción y se puede hacer en "vigas de acero personalizadas y paneles para adaptarse a cada diseño específico." Estos nuevos materiales, más eficientes, pueden costar más inicialmente, cuando se utilizan en la construcción, pero en el tiempo, ahorrarían el dinero, a través de la reducción de las tarifas mensuales por calefacción / refrigeración, electricidad y otros tipos de servicios mensuales.

## Iluminación
Actualmente existen tres tipos de bombillas: incandescentes, fluorescentes compactas (CFL) y diodos emisores de luz (LED). La iluminación eléctrica por sí sola puede representar alrededor del 14% de su factura actual de energía en el hogar. Además de esto, sólo el 10 por ciento de la electricidad utilizada por una bombilla incandescente genera luz; el resto se pierde.  A continuación se presentan dos cuadros comparativos en donde se comparan los tres tipos de bombillas:
| Costes de Energía & de Eficacia de energía                                         | LED               | Incandescentes     | Fluorescentes compactas (CFL)                       |
| ---------------------------------------------------------------------------------- | ----------------- | ------------------ | --------------------------------------------------- |
| Esperanza de vida (Promedio)                                                       | 50,000 horas      | 1,200 horas        | 8,000 horas                                         |
| Costo Operativo anual (30 Bombillas Incandescentes equivalentes por un año)        | $32.85/año        | $328.59/año        | $76.65/año                                          |
| Contiene Mercurio (Tóxico)                                                         | No                | No                 | Sí                                                  |
| Restricción de ciertas Sustancias Peligrosas en aparatos eléctricos y electrónicos | Sí                | Sí                 | No                                                  |
| Emisiones de dióxido de carbono (30 bombillas por año)                             | 451 año/de libras | 4500 año/de libras | 1051 año/de libras                                  |
| Sensibilidad a Temperaturas Bajas                                                  | Ninguno           | Algunos            | Sí                                                  |
| Sensibilidad a Humedad                                                             | Núm               | Algunos            | Sí                                                  |
| Efectuado por Encima/Fuera Ciclismo                                                | Núm               | Algunos            | Sí, puede reducir drásticamente la vida útil.       |
| Se enciende instantáneamente                                                       | Sí                | Sí                 | No debe calentarse primero                          |
| Durabilidad                                                                        | Muy Duradero      | No Duradero        | No Duradero                                         |
| Calor emitido                                                                      | 3.4 Btu /hora     | 85 Btu /hora       | 30 Btu /hora                                        |
| Modos de fallo                                                                     | No Típico         | Algunos            | Sí - puede incendiarse, humear o emitir un mal olor |

| Producción ligera | LED               | Incandescentes    | Fluorescentes compactas (CFL) |
| ----------------- | ----------------- | ----------------- | ----------------------------- |
| Lúmenes emitidos  | Vatios utilizados | Vatios utilizados | Vatios utilizados             |
| 450               | 4-5               | 40                | 9-13                          |
| 800               | 6-8               | 60                | 13-15                         |
| 1,100             | 9-13              | 75                | 18-25                         |
| 1,600             | 16-20             | 100               | 23-30                         |
| 2,600             | 25-28             | 150               | 30-55                         |

Representación visual del uso de la electricidad por el tipo del bulbo con las bombillas de halógeno incluidas.

Otra forma de reducir el consumo de electricidad y ahorrar dinero con la iluminación, es instalando interruptores de atenuación con estas bombillas. Un dimmer puede aumentar y disminuir la cantidad de luz emitida por el bulbo a su gusto. No puede hacer más brillante una bombilla de lo permitido por su diseño máximo, pero sí puede reducir su intensidad, por lo tanto, utiliza menos electricidad y ahorra más dinero.

## Técnicas de aislamiento
Los materiales más populares para el aislamiento son la fibra de vidrio y la lana de roca. Después de ser fabricados, no requieren energía para el uso y no requieren mantenimiento a menos que estén dañados. Usar la inflación adecuadamente es la manera más efectiva de reducir el uso de la energía y las emisiones de gases de efecto invernadero.
Hechos sobre el aislamiento hoy en día (2017):
- El uso de aislamiento reduce los costos promedio de calefacción y refrigeración en el hogar en un 20%.
- Por cada Btu consumido en la producción de aislamiento, 12 Btus se ahorran cada año por el uso de aislamiento.
- Por cada libra de dióxido de carbono emitido en la producción de aislamiento, 330 libras de dióxido de carbono se evitan por el uso de aislamiento.
- Los productos de fibra de vidrio y de lana de roca son reutilizables. Pueden ser fácilmente retirados y puestos de nuevo en su lugar.
- Según el Departamento de Energía, los sistemas de calefacción y refrigeración utilizan más de la mitad de la energía consumida en los hogares estadounidenses. Típicamente, el 42% de la factura de servicios públicos de una familia promedio se utilizan para mantener sus respectivas casas a una temperatura cómoda. Las fuentes de energía que alimentan estos sistemas de calefacción y refrigeración emiten más de 500 millones de toneladas de dióxido de carbono y 12% de las emisiones de óxido de nitrógeno, los componentes activos de la lluvia ácida. Mediante la combinación de mantenimiento de equipos adecuados, actualizaciones, aislamiento, climatización y gestión de termostato, puede reducir sus facturas de energía y emisiones a la mitad.

### Cubiertas frescas
Otra forma más eficiente de reducir el consumo de energía y ahorrar dinero, junto con el aislamiento más reciente basado en plantas, es con techos adecuados. "Cool Roofing" (cubiertas frescas) implica el uso de techos que la luz directa del sol de nuevo en la atmósfera en lugar de ser absorbido por el material y pasar al edificio. Este "techado fresco" puede ahorrar dinero reduciendo el costo de mantener un edificio fresco usando sólo los aires acondicionados. El mismo proceso se puede utilizar para mantener el calor y reducir el costo de una calefacción. Un techo frío es aquel que ha sido diseñado para reflejar más luz solar y absorber menos calor que un techo estándar. Los techos fríos pueden estar hechos de un tipo de pintura altamente reflectante, una cubierta de lámina, o tejas altamente reflectantes. 
Beneficios de un Techo Fresco:
- Reducir las facturas de energía disminuyendo las necesidades de aire acondicionado.
- Mejora la comodidad interna para los espacios que no tienen aire acondicionado.
- Disminución de la temperatura del techo, que puede prolongar la vida útil del techo.
- Reducir las temperaturas locales del aire (a veces referido como el efecto de isla de calor urbano).
- Menor demanda de electricidad, lo que puede ayudar a prevenir cortes de energía.
- Reducir las emisiones de las centrales eléctricas, incluyendo dióxido de carbono, dióxido de azufre, óxidos nitrosos y mercurio, al reducir el uso de energía de refrigeración en edificios..

## Materiales reciclados vs materiales nuevos
La incorporación de materiales reciclados en el proceso de fabricación de nuevos bienes es un cambio integral. Los recursos minerales son finitos, como el mineral de bauxita para el aluminio o los combustibles fósiles para hacer plásticos, por lo que es imprescindible comenzar a reutilizar lo que ya hemos minado para que no agotar lo que queda. Hay muchas tecnologías disponibles que ayudan enormemente con los esfuerzos de reciclaje, tales como equipos de infrarrojo-cercano que "es una tecnología de clasificación común en grandes operaciones de reciclado y puede identificar con precisión muchos tipos diferentes de polímeros."

### Aluminio
El aluminio ofrece el mayor ahorro, con latas de material reciclado que requieren tan poco como el 4% de la energía necesaria para fabricar las mismas latas de mineral de bauxita. Los metales no se degradan, ya que se reciclan de la misma manera que los plásticos y el papel, las fibras que se acortan cada ciclo, muchos metales son los principales candidatos para el reciclaje, especialmente teniendo en cuenta su alto valor por tonelada en comparación con otros materiales reciclables.

### Plásticos
El poliestireno a partir de material reciclado cuesta un 88% menos que sin rsu eciclado, pero una cantidad insignificante de poliestireno se recicla en los Estados Unidos debido a la dificultad de clasificarlo de otros plásticos. Otros productos plásticos, como las botellas de polietileno tereftalato, cuestan un 76% menos para fabricar materiales reciclados, y este porcentaje, así como la variedad de plásticos que se pueden reciclar, aumentarán con nuevas tecnologías de separación como la flotación de espuma y la flotación de la piel. [3, 6] Sin embargo, el plástico se degrada cada vez que se recicla, por lo que algunos plásticos siempre tendrán que venir directamente de los aceites fósiles, en el case que se quieran seguir produciendo éstos plásticos.

### Papel
El papel (en particular el periódico) y el vidrio, tienen un menor ahorro de energía que los materiales anteriores, con productos reciclados que cuestan respectivamente un 45% y un 21% menos de energía. El papel reciclado tiene un gran mercado en China, aunque todavía hay que hacer un trabajo para facilitar el reciclaje de papel mixto en lugar de periódico.
Si fuéramos a utilizar estos métodos de reciclaje, no tendríamos que gastar energía y recursos en la minería para obtener nuevos recursos para su uso en la manufactura. El aluminio reciclado, por ejemplo, tiene las mismas propiedades que el aluminio fabricado recientemente, pero gasta menos energía en el proceso de fabricación. Esto supone sin embargo, que las plantas de reciclado se están ejecutando de la manera más eficiente posible.

## Reutilización de materiales
Con la reutilización de los materiales, se utiliza aún menos energía que con el reciclaje. La reutilización es preferible al reciclaje, porque elimina el costo de transporte a una planta de reciclaje, clasificando, re-fabricando, distribuyendo, y además, no se usan los salarios necesarios para los empleados contratados en realizar estas tareas. Los contenedores reutilizables sólo deben fabricarse una vez por cientos o miles de usos (como una botella de agua utilizada todos los días durante años), y el costo de energía entre usos es aproximadamente el de limpiar el recipiente con agua y jabón, un gasto insignificante comparado con el de la clasificación, fusión y vertido del material en un molde nuevo, por ejemplo. La reutilización de contenedores podría, en teoría, reemplazar contenedores reciclables y recipientes de un solo uso, si están hechos de un material lo suficientemente resistente. Hay, sin embargo, inconvenientes en la reutilización de materiales. Algunos de estos inconvenientes, incluyen tener que limpiar los recipientes entre usos, usando envases llenos o vacíos, y requieren además, un compromiso, debido a tener que aferrarse a ellos, en vez de botarlos a la basura.

### Vidrio y papel
Para los productos con contenedores de vidrio, un sistema de depósito-reembolso para animar a las personas a devolver los contenedores a la tienda para su reutilización, puede parecer más útil que el del reciclaje, dada la durabilidad del vidrio y los pequeños ahorros de energía para el reciclaje.